# Mike Shinoda
Michael „Mike” Kenji Shinoda (Panorama City, Los Angeles, USA, 1977. február 11. –) amerikai zenész, producer. A Linkin Park egyik alapítója, a zenekar rappere, énekese, dalszerzője, billentyűse, ritmusgitárosa. Másrészt a Fort Minor rappere. Ezenkívül ő végzi a grafikai, illetve keverési munkákat mindkét együttesben.

## Életpályája

### Korai évek
Los Angeles külvárosában Agoura Hillsben született és nőtt fel. Apja japán származású. Van egy fiatalabb testvére is, Jason. A Parkman általános iskolában és a Lindero Canyon középiskolában tanult.
Anyja kívánságára kezdett el zongorázni tanulni  hatéves kora körül, lelkesedése a zene iránt egyre inkább nőtt. Tizenhárom éves korában elhatározta, hogy a dzsessz, blues és hiphop műfajában is kipróbálja magát. A középiskolai és gimnáziumi évek alatt megtanult gitározni.
Tizenéves kora után, Mike Shinoda rap iránti érdeklődését Brad Delson ösztönözte, akivel elkezdett dalokat írni és felvenni a hálószobájában felállított ideiglenes stúdióban. Shinoda az Agoura High Schoolban  tanult együtt a későbbi Linkin Park egyik tagjával Brad Delsonnal és Rob Bourdonnal, a Hoobastank zenekar egyik tagjával. A középiskola végére Bourdon is csatlakozott hozzájuk. A trió megalapította a Xero nevű együttest, s elkezdték próbálkozásukat a zeneiparban.
A középiskola után, Shinoda beiratkozott az Art Center College of Designba, ahol grafikai tervezést és illusztrálást tanult. Itt ismerkedett meg DJ Joseph Hahnnal, aki egyik főiskolás társával Dave „Phoenix” Farrellel együtt a Xero tagjai lettek.
Sikeresen egyetemi diplomát szerzett, majd magára vállalta, hogy megtervezi az összes Linkin Park grafikát Hahnnal.

### Linkin Park
Mike Shinoda 1996-ban alapította meg a Linkin Parkot Rob Bourdonnal és Brad Delsonnal. A zenekar akkori tagjai Brad Delson, Joe Hahn, Rob Bourdon, Dave "Phoenix" Farrell, Mark Wakefield és Mike Shinoda voltak. A zenekar neve "Xero" volt. Kezdetben Mike hálószobájában vették fel a dalokat és készítettek egy 4 dalból álló demó szalagot. Mikor a zenekar nem talált kiadót, Mark Wakefield és Dave Farrell kilépett a zenekarból egyéb zenei elfoglaltságok miatt. "Phoenix" kilépése ideiglenesnek bizonyult. 1999 tavaszán csatlakozott Chester Bennington és a zenekarnak sikerült leszerződnie a Warner Bros Recordshoz. A Linkin Park első albuma a Hybrid Theory áttörő sikerré vált és elősegítette a zenekart a nemzetközi sikerek elérésében.
Shinoda részt vett technikai szempontból is a zenekari felvételeknél és ezt a szerepét később tovább bővítette. Shinoda és a Brad producerként tevékenykedtek és készítették el a zenekar Hybrid Theory EP-jét, és hasonló szerepeket töltöttek be a Hybrid Theory felvételén. Shinoda a legtöbb Linkin Park dalhoz dalszövegileg és instrumentálisan is hozzájárult. Noha a Linkin Park vezető énekese Chester volt, Shinoda is énekelt számos Linkin Park dalon. Benningtonnak magasabb és lobbanékonyabb hangja volt, míg Shinoda hip-hop stílusú bariton hangú. Shinoda szervezte és felügyelte a zenekar első remix albumának kiadását, a Reanimationt 2002-ben. A Crawlling és Pushing Me Away című dalok remixeit Shinoda készítette otthoni stúdiójában. Az remix album artworkjét Shinoda egy graffiti művésszel, DELTA-val és egy grafikussal, Frank Maddocks-sal készítette. Shinoda a Linkin Park második albumának, a Meteoranak artworkjét együtt készítette a The Flem, Delta, James R. Minchin III, Nick Spanos és Joe Hahn közreműködésével. A Meteora producerei Shinoda és Don Gilmore voltak. A Linkin Park és Jay-Z közös mashup albumának megjelenésével (2004), melynek címe Collision Course volt, Shinoda részvétele az albumok készítésében tovább nőtt. Mike készítette és mixelte az albumot. Az albumon található Numb/Encore 2006-ban Grammy-díjat nyert a "legjobb rap / dal-együttműködésért".
A zenekar harmadik albuma a Minutes To Midnight 2007. május 14-én jelent meg. Az album producerei Shinoda és Rick Rubin voltak. Ez volt az első alkalom, hogy a rappeléseiről ismert Shinoda énekelt. (Még ha, az előző 2 albumukon már énekelt is háttér vokálként.) Shinoda énekelt az ,,In Between", "Hands Held High" dalokban, illetve rappelés mellett a Bleed It Out-ban és "No Roads Left"-ben. Utóbbi egy B-side dal, amely nincs rajt az albumon. Annak ellenére, hogy Shinodánál ritka volt a vezető éneklés, 72. lett a Hit Paraders „Heavy Metal's All-Time Top 100 Vocalists” (Minden idők legjobb 100 heavy metal énekese) listáján.
2010. szeptember 14-én megjelent a Linkin Park negyedik albuma A Thousand Suns címmel. Az album producerei ismét Rick Rubin és Shinoda voltak. Ezen az albumon Shinoda többet énekelt, mint rappelt. Mike a "When They Come For Me", "Wretches And Kings" és a "Waiting For The End" dalokban rappel, míg a ,,Burning In The Skies", "Robot Boy", "Blackout", "Iridescent", "The Catalyst" dalokon énekel. Mike és Chester a "The Catalyst", "Jornada del Muerto" és a "Robot Boy" dalokban egyszerre énekelnek, míg az "Iridescent"-ben a zenekar összes tagja együtt énekel. 

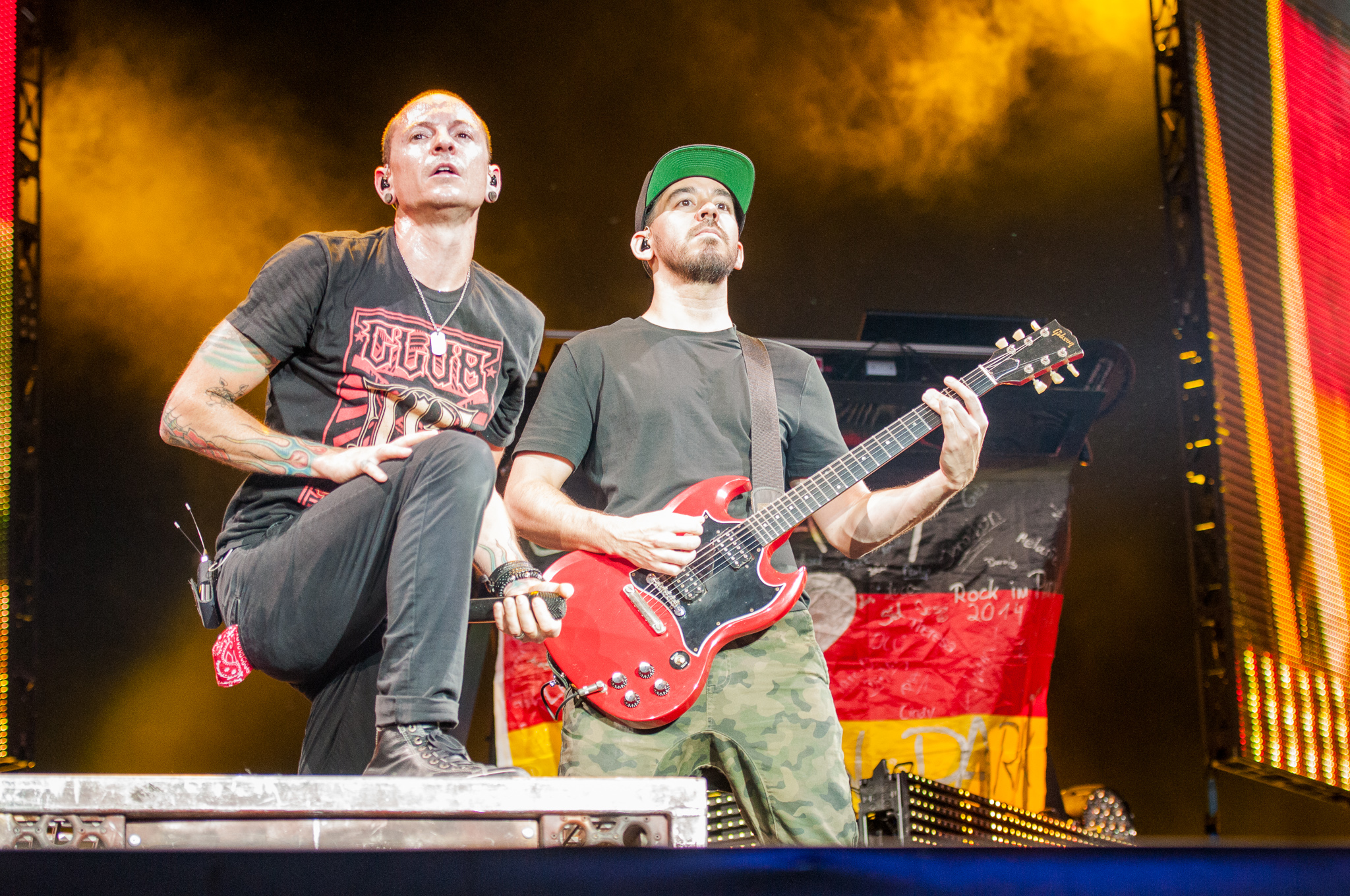
Chester és Mike 2014-ben

A Linkin Park negyedik albuma a Living Things 2012. június 26-án jelent meg. A zenekar harmadik alkalommal is együtt dolgozott Rick Rubinnal. Bár az albumon vannak dalok, mint a "Skin To Bone", "Roads Untraveled" és a "Castle of Glass" amikben Shinoda énekel, az album jóval rap centrikusabb Shinoda szempontjából az előző 2 albumhoz képest. A Recharged a zenekar második remix albuma, mely a Living Things dalainak remix változatait tartalmazzák, 2013. október 29-én jelent meg. A "Castle of Glass" és a "Victimized" dal mixelésén Shinoda egymaga dolgozott. Az album készítésekor együtt dolgozott régi barátaival, mit Ryu és DJ Vice.
2014. június 17-én jelent meg a hatodik stúdióalbum a The Hunting Party. Shinodáék ezúttal Rick Rubin nélkül készítették az albumot. Ez az első alkalom, hogy olyan előadók szerepelnek, mint Rakim, Page Hamilton a Helmetből, Tom Morello a Rage Against the Machine-ből, és Daron Malakian a System of a Down-ból. Az első kislemez a "Guilty All The Same", a zenekar első olyan nem remix dala, amiben Shinoda helyett más rappel.
A 2017. május 17-én megjelent One More Light albumon ismét Shinoda és Brad voltak a producerek. A zenekar karrierjük során először dolgozott együtt dalszövegírókkal. Az albumon a "Sorry For Now" és az "Invisible" dalokban énekel. A "Good Goodbye"-ban Shinoda mellett Stormzy és Pusha T is rappel, ám ez az egyetlen dal a lemezen amiben Shinoda rappel.

### Fort Minor
Shinoda másik együttese a „Fort Minor” 2003 és 2004 között volt, mert nem tudta megmutatni hiphop zenei stílusú oldalát. A Fort Minor debütáló albuma „The Rising Tied” címmel 2005. november 13-án jelent meg.

### Szólókarrier

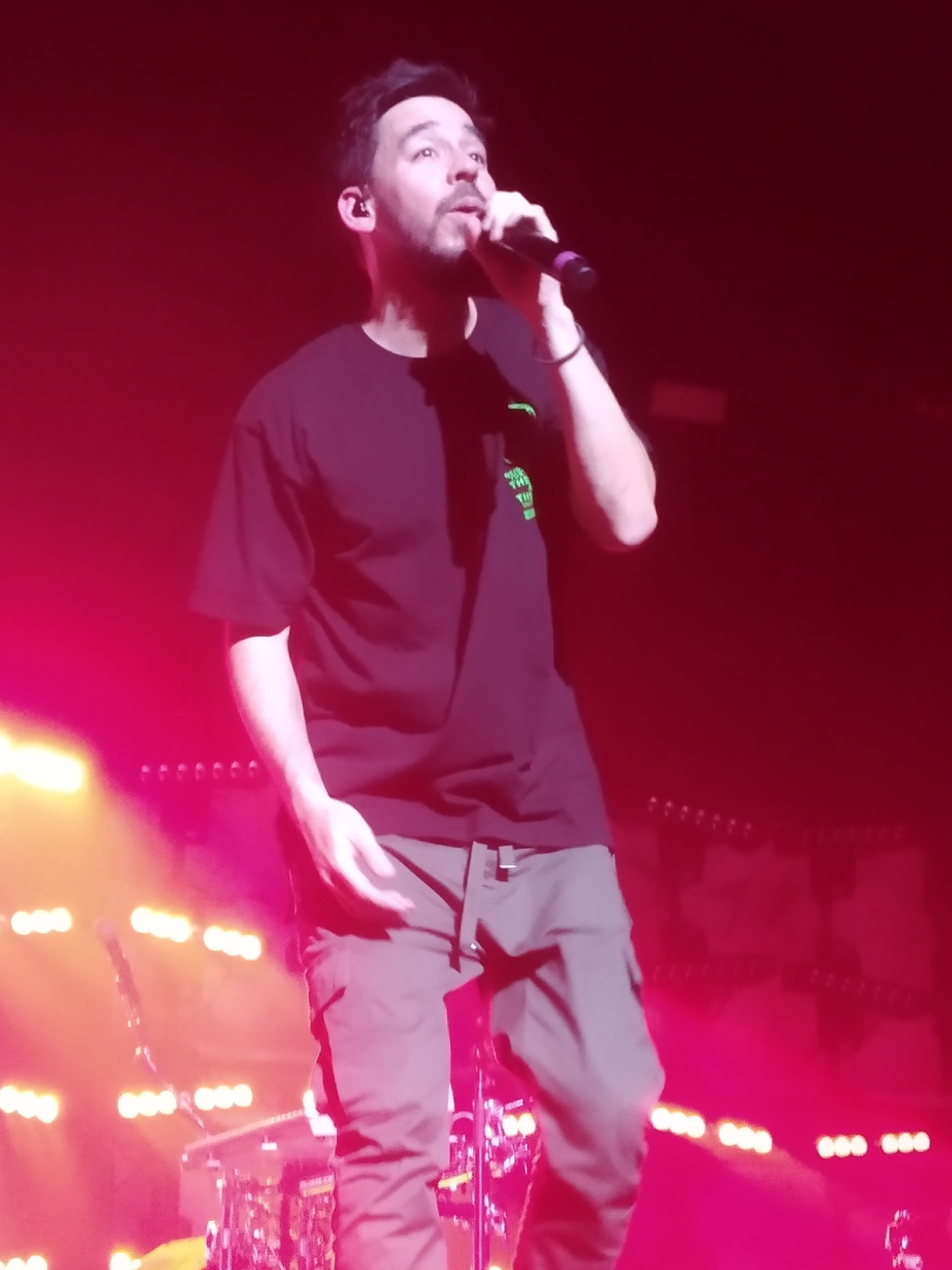
2019-ben, Párizsban

2018. január 25-én kiadta a Post Traumatic EP-t, amely 3 dalt tartalmazott. A dalokban Chester Bennington halála utáni érzéseit írta le. 2018 márciusában bejelentette első szóló albumát, mely 2018. június 15-én jelent meg Post Traumatic címmel.
Shinoda 2018. május 12-én két koncertet adott Los Angelesben, amik az első koncertjei voltak Chester Bennington halála óta. 2018. április 26-án megjelent új száma az "About You", melyben közreműködött Blackbear. Egy hónappal később megjelent újabb száma "Running From My Shadow" címmel, Grandson közreműködésével. Az album megjelenése előtt hat nappal megjelent dala a "Ghosts". Shinoda 2018. augusztus 25.-én fellépett a Reading és a Leeds Fesztiválon. A nyár végétől koncertezni kezdett, novemberben pedig bejelentette, hogy 2019-ben is folytatódik a turné. A Monster Energy Outbreak Tour folytatásaként 2019 márciusában európai turnéra indult, amelynek során a Papp László Budapest Sportarénában is fellépett. Szeptember elején fellépett Tajpej, Jakarta és Manila városaiban. Majd napokkal később Japánban a Wired Music Fesztiválon.
2019. november 1-én megjelent egy újabb dala "Fine" címmel, mely a "Föld invázió" (The Blackout) című filmben hallható.
2020 márciusában Shinoda elkezdett élő adásban instrumentálokat készíteni az otthoni stúdiójából először Instagramon, később Twitchen. Ezeket CoronaJams-nek nevezte el, majd kiadta őket 3 album formájában: Dropped Frames, Vol 1, Dropped Frames, Vol 2 és Dropped Frames, Vol 3.
2021. január 19-én megjelent Shinoda legújabb száma, a "Happy Endings". A dal előadásában közreműködik Iann Dior és Upsahl.
Shinoda remixelte a Deftones "Passenger" című dalát, melyet Grammy-díjra jelöltek Best Remixed Recording, Non-Classical (Legjobb remixelt felvétel, nem klasszikus) kategóriában. Ez az első Grammy jelölése szóló előadóként.

## Magánélet
2003-ban feleségül vette Anna Hillinger gyermekkönyvírót. Három közös gyermeke van.

## Fordítás
- Ez a szócikk részben vagy egészben  a   Mike Shinoda című angol Wikipédia-szócikk ezen változatának fordításán alapul.  Az eredeti cikk szerkesztőit annak laptörténete sorolja fel. Ez a jelzés csupán a megfogalmazás eredetét és a szerzői jogokat jelzi, nem szolgál a cikkben szereplő információk forrásmegjelöléseként.